# Twee Mephistophelesliederen
De Twee Mephistophelesliederen (WBIIIi&ii) zijn bewerkingen uit 1910 voor zang en orkest van Igor Stravinsky van liederen van Ludwig van Beethoven en Modest Moessorgski ter gelegenheid van een aan Johann Wolfgang von Goethe gewijd concert in Sint-Petersburg, gedirigeerd door Aleksandr Ziloti.
Stravinsky bewerkte de volgende liederen:
- Es war einmal ein König van Beethoven (Zes liederen, opus 75, nr. 3); voor bas en orkest (2.2.2.2. – 2.0.0.0 – strijkers)
- Pesnya Mefistofelya y pogrebke Auerbakha (Mephistopheles' lied in Auerbachs kelder) van Moessorgski; voor bariton of bas en orkest (3.2.2.2. – 4.2.3.1 – pauken, harp, strijkers).

Stravinsky's bewerkingen zijn gepubliceerd.

## Oeuvre
Zie het Oeuvre van Igor Stravinsky voor een volledig overzicht van het werk van Stravinsky.